# Pere Serrat Portet
Pere Serrat Portet fou un constructor i activista del barri de Bon Pastor (Barcelona).
Pere Serrat Portet era un home amb un taller on feia mecànica i disseny industrial. Va néixer Sobremunt, Lluçanès, al 20 de setembre de 1925. Va anar a Sant Andreu a fer la mili, dos anys a Artilleria, a les casernes de Sant Andreu, del 1947 al 1949, i ja es va quedar a Barcelona. En graduar-se,va anar al Bon Pastor per muntar un petit negoci. Mecànic i dissenyador industrial autodidacta, compaginava el servei militar amb farinetes a dos tallers de la zona. Poc després, el 1953, va muntar el seu propi taller i va venir a viure al barri amb l'esposa, acabats de casar. El principal projecte en què es van involucrar va ser la construcció d'una nova escola: el Col·legi Parroquial (avui Escola del Bon Pastor). Als 60 va presidir la comissió de voluntaris que pilotava aquest projecte.
També presidí el Club Natació Sant Andreu de Barcelona (1983-92). Promocionà i executà la construcció del complex esportiu que porta el seu nom. La federació catalana li concedí la medalla al mèrit esportiu (1985) i la federació espanyola, una menció honorífica (1999). També va rebre la medalla Forjadors de la Història Esportiva de Catalunya (1993).